# 巴萨德冲压发动机

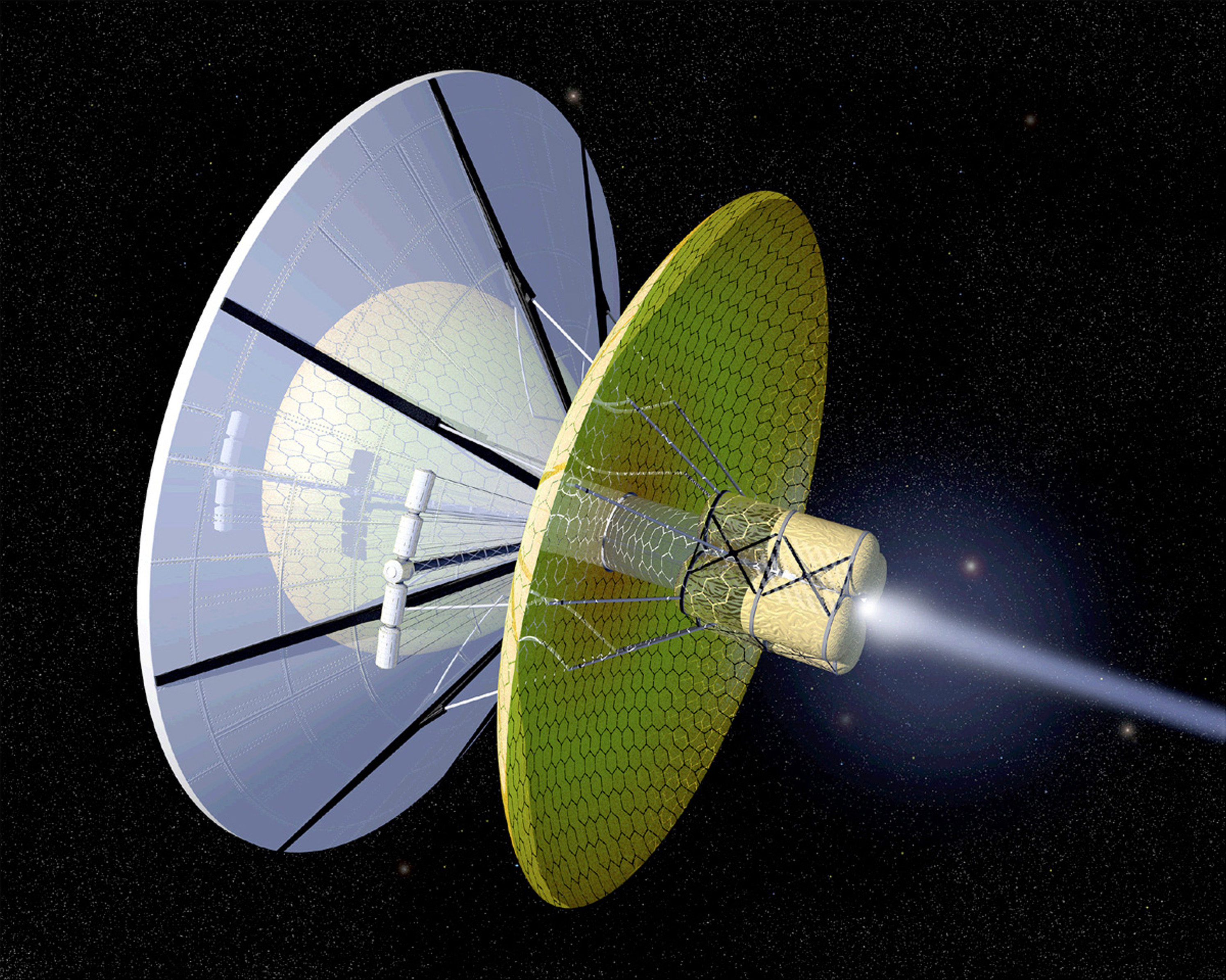
艺术家所构想出的巴萨德推进器，其核心是一个冲压发动机，而周围一英里存在一个无形的电磁场

巴萨德冲压发动机（Bussard ramjet）是1960年代物理学家罗伯特·巴萨德（Robert W. Bussard）所构想的一种理论航天器推进設計，並因為在拉瑞·尼文（Larry Niven）所著系列叢書《已知宇宙》（Known Space）中被提及而廣為所知。除此之外，此概念也曾在卡尔·萨根的科普電視影集《宇宙》（Cosmos: A Personal Voyage）中被提及。
这种推进器是一种核聚变冲压发动机，它利用巨大的电磁场（直徑從數公里至數千公里不等）作为漏斗来收集並壓縮星际物质中的氢，飛行器的高速將待反應物質強迫推入磁場中，直到壓縮的程度到達足以發生核聚变。物質轉變之後產生的巨大能量透過磁場導引至發動機的排氣方向（其方向與預計的行進方向顛倒），並透過反作用力的原理推進飛行器加速前進，而達到星際飛行的目的。